# 1931 en Bretagne
 Chronologie de la Bretagne
- 1927
- 1928
- 1929
- 1930
- 1931
- 1932
- 1933
- 1934
- 1935

Cette page recense des événements qui se sont produits durant l'année 1931 en Bretagne.